# Фатмір Медіу
Фатмір Медіу (алб. Fatmir Mediu; нар. 21 січня 1967, Дуррес) — албанський політик, колишній міністр оборони (вересень 2005 — березень 2008). У березні 2008 року, після військового інциденту з вибухом боєприпасів у Гьордеці, де загинули 26 людей, Медіу подав у відставку і знаходився під слідством.
З 2009 був міністром навколишнього середовища, лісів і водної адміністрації. Під час його перебування на посаді у 2010 році відбулась повінь в північних регіонах країни, в основному викликана нераціональним використанням лісовими ресурсами, незаконним вирубанням лісу та сильним дощем.
Фатмір Медіу також є головою Республіканської партії. У політиці з 1990 року. Навчався на геологічному факультеті Університету Тирани.